# Sangur-Test
Der Sangurtest ist ein biochemisches Verfahren zum Nachweis von Hämoglobin und Myoglobin. Ausgenutzt wird die peroxidative Wirkung von Hämoglobin und Myoglobin, unter deren Einfluss die Oxidation eines chromogenen Stoffes zu einem grün-blauen Farbstoff katalysiert wird. Der Sangur-Test ist eine Variante des Nachweises mit O-Tolidin.

## Nephrologie
In der Nierenheilkunde (Nephrologie) wird der Sangurtest als Schnelltest zur Unterscheidung zwischen intermittierender und konstanter Mikrohämaturie eingesetzt. Auch im Rahmen einer Familienuntersuchung bei benigner Familienhämaturie und Alport-Syndrom ist er geeignet.
Der zu untersuchende Urin sollte so schnell wie möglich nach Abnahme untersucht werden, da es bei langen Standzeiten zur Hämolyse kommen kann, so dass eine Erythrozyturie mikroskopisch nicht mehr zu erkennen wäre. Sowohl freies Hämoglobin als auch Myoglobin zeigen eine positive Reaktion an, daher ist der Nachweis von Erythrozyten im Urin (>5 Erythrozyten pro Mikroliter Urin) mikroskopisch zu sichern.
Zu falsch positiven Ergebnissen können Rückstände starker Oxidantien (etwa Reinigungsmittel) im Uringefäß führen.

## Forensik
In der Forensik wird der Sangur-Test bei der Spurensichtung als Vortest zum Nachweis von Blutspuren verwendet.